# トリエステ
トリエステ（伊: Trieste ( 音声ファイル)）は、イタリア共和国北東部にある都市で、その周辺地域を含む人口約20万人の基礎自治体（コムーネ）。フリウリ＝ヴェネツィア・ジュリア州の州都であり、トリエステ自治県の県都でもある。アドリア海に面した港湾都市で、スロベニアとの国境に位置している。
第一次世界大戦までは長らくオーストリア＝ハンガリー帝国の統治下にあり、その重要都市として繁栄した。第一次世界大戦後にイタリア王国領となるが、第二次世界大戦後はイタリアとユーゴスラビアとの間で帰属をめぐる紛争が生じ、一時期は国際連合管理下の「トリエステ自由地域」が置かれていた。

## 名称
標準イタリア語以外の言語では以下の名称を持つ。
- スロベニア語: Trst
- ドイツ語: Triest （トリエスト）
- ヴェネト語トリエステ方言: Trieste
- ハンガリー語: Trieszt

## 地理

### 位置・広がり
アドリア海の最奥部・トリエステ湾に面した港湾都市で、スロベニアとの国境の都市である。スロベニア領の都市コペル（イタリア名：カポディストリア）の北北東約12km、ウーディネの南東約63km、スロベニアの首都リュブリャナの南西約72km、ヴェネツィアの東北東約116kmに位置する。
自治体としてのトリエステ市は広い市域を持ち、その面積はトリエステ県の5分の2を占める。

#### 隣接コムーネ
隣接するコムーネ、およびそれに相当する行政区画は以下の通り。括弧内のSLOはスロベニア領を示す。
- モンルピーノ - 北
- ズゴニーコ - 北
- セジャーナ (Sesana) (SLO) - 北東
- サン・ドルリーゴ・デッラ・ヴァッレ - 南東
- ムッジャ - 南
- ドゥイーノ＝アウリジーナ - 北西

### 地勢
カルスト台地がアドリア海に迫っており、およそ海抜458mの高さの台地を切り落としたような急な崖が形成されている。トリエステの中心市街地は、その麓に築かれている。

### 気候
ケッペンの気候区分上では温暖湿潤気候に属し、イタリアの大部分を占める地中海性気候の地域と違い、夏季にもまとまった降水をみる。トリエステは年間約1000ミリメートルの降雨がある。また年間を通して強風のボーラが吹くことで有名である。
| Trieste Barcolaの気候                                                  | Trieste Barcolaの気候 | Trieste Barcolaの気候 | Trieste Barcolaの気候 | Trieste Barcolaの気候 | Trieste Barcolaの気候 | Trieste Barcolaの気候 | Trieste Barcolaの気候 | Trieste Barcolaの気候 | Trieste Barcolaの気候 | Trieste Barcolaの気候 | Trieste Barcolaの気候 | Trieste Barcolaの気候 | Trieste Barcolaの気候 |
| 月                                                                     | 1月                   | 2月                   | 3月                   | 4月                   | 5月                   | 6月                   | 7月                   | 8月                   | 9月                   | 10月                  | 11月                  | 12月                  | 年                    |
| ---------------------------------------------------------------------- | --------------------- | --------------------- | --------------------- | --------------------- | --------------------- | --------------------- | --------------------- | --------------------- | --------------------- | --------------------- | --------------------- | --------------------- | --------------------- |
| 最高気温記録 °C （°F）                                                 | 16.6 (61.9)           | 21.2 (70.2)           | 23.9 (75)             | 29.3 (84.7)           | 32.2 (90)             | 36.2 (97.2)           | 37.2 (99)             | 37.0 (98.6)           | 34.4 (93.9)           | 30.8 (87.4)           | 24.4 (75.9)           | 18.0 (64.4)           | 37.2 (99)             |
| 平均最高気温 °C （°F）                                                 | 7.6 (45.7)            | 9.0 (48.2)            | 12.2 (54)             | 16.5 (61.7)           | 21.6 (70.9)           | 25.0 (77)             | 27.9 (82.2)           | 27.7 (81.9)           | 23.3 (73.9)           | 17.8 (64)             | 12.3 (54.1)           | 8.8 (47.8)            | 17.48 (63.45)         |
| 平均最低気温 °C （°F）                                                 | 3.8 (38.8)            | 4.3 (39.7)            | 6.6 (43.9)            | 10.0 (50)             | 14.5 (58.1)           | 17.8 (64)             | 20.3 (68.5)           | 20.4 (68.7)           | 16.8 (62.2)           | 12.7 (54.9)           | 8.1 (46.6)            | 4.0 (39.2)            | 11.61 (52.88)         |
| 最低気温記録 °C （°F）                                                 | −9.3 (15.3)           | −14.6 (5.7)           | −6.4 (20.5)           | 1.2 (34.2)            | 3.8 (38.8)            | 8.1 (46.6)            | 10.3 (50.5)           | 11.0 (51.8)           | 7.0 (44.6)            | 3.6 (38.5)            | −1.5 (29.3)           | −7.9 (17.8)           | −14.6 (5.7)           |
| 降水量 mm （inch）                                                     | 58.0 (2.283)          | 56.9 (2.24)           | 63.4 (2.496)          | 82.8 (3.26)           | 84.2 (3.315)          | 100.4 (3.953)         | 62.1 (2.445)          | 84.5 (3.327)          | 103.4 (4.071)         | 111.4 (4.386)         | 107.4 (4.228)         | 88.5 (3.484)          | 1,003 (39.488)        |
| 平均降水日数 （≥1.0 mm）                                               | 7.8                   | 6.2                   | 7.8                   | 8.5                   | 8.7                   | 9.3                   | 6.5                   | 7.3                   | 7.1                   | 7.9                   | 9.1                   | 8.4                   | 94.6                  |
| % 湿度                                                                 | 67                    | 64                    | 62                    | 64                    | 64                    | 65                    | 62                    | 62                    | 66                    | 68                    | 67                    | 68                    | 64.9                  |
| 平均月間日照時間                                                       | 96.1                  | 118.7                 | 142.6                 | 177                   | 226.3                 | 243                   | 288.3                 | 260.4                 | 210                   | 167.4                 | 99                    | 83.7                  | 2,112.5               |
| 出典：Servizio Meteorologico dell'Aeronautica Militare, data 1951-2011 |                       |                       |                       |                       |                       |                       |                       |                       |                       |                       |                       |                       |                       |

### 気候分類・地震分類
トリエステにおけるイタリアの気候分類 (it) および度日は、zona E, 2102 GGである。
また、イタリアの地震リスク階級 (it) では、zona 3 (sismicità bassa) に分類される。

## 歴史

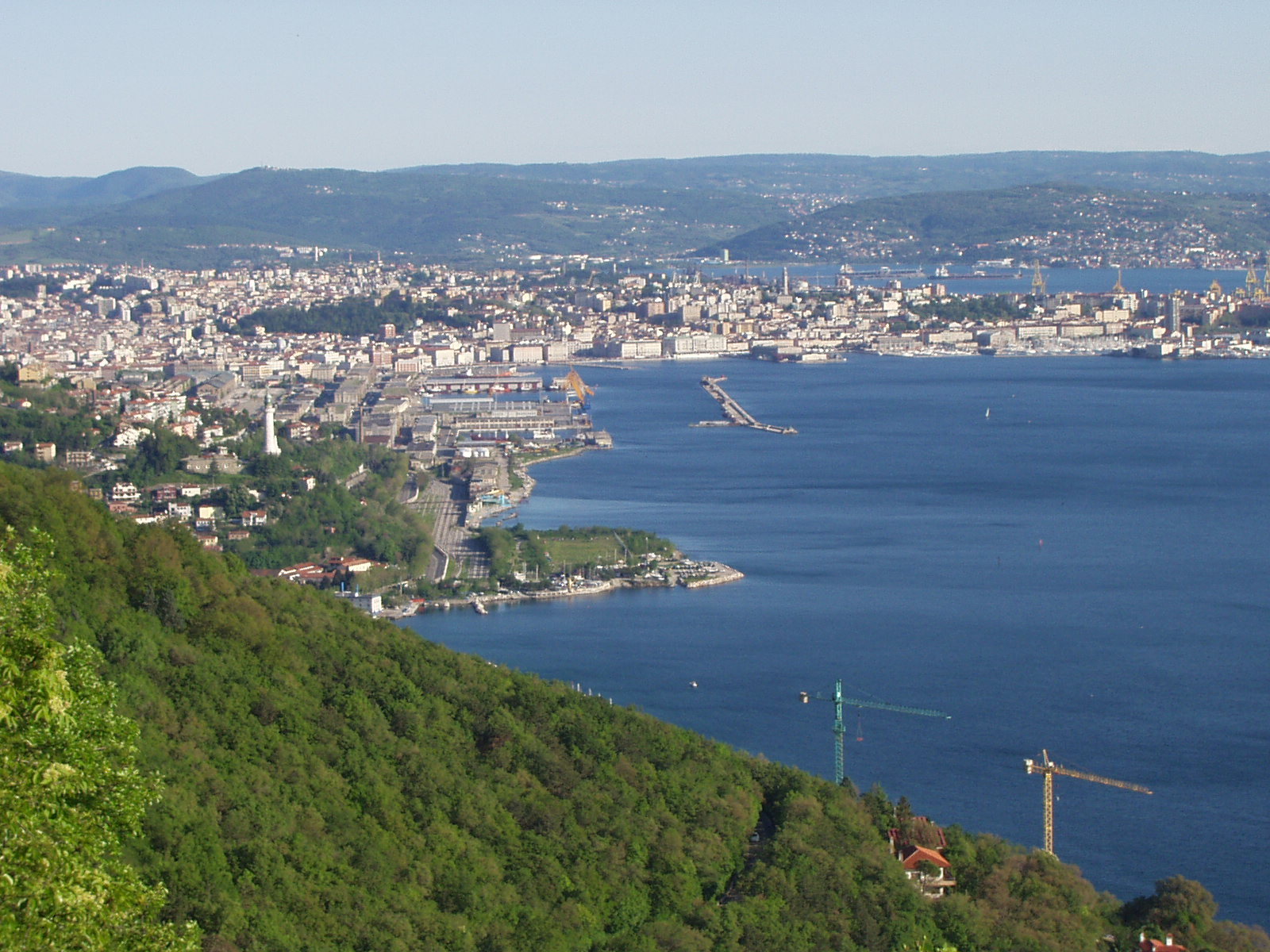

### 古代・中世
現在のトリエステ地域には、紀元前3千年紀以後インド・ヨーロッパ語族であるカルニ人(en)が定住した。その後、イストリア人が定住し、彼らはヴェネティ人(en)がやってくる紀元前2千年紀までに主な文明を残した。
紀元前177年、トリエステは共和政ローマの支配下に入った。ユリウス・カエサル時代にトリエステは植民都市の地位を授けられ、その名をタルゲストゥム（Tergestum）と記録された（カエサルの著作『ガリア戦記』(紀元前51年)）。西ローマ帝国滅亡後、トリエステは東ローマ帝国の軍事中心地のまま残った。
788年、伯爵位を持つ司教の宗主下で、フランク王国の一部となった。
1081年以降、市はアクイレイア大司教のゆるやかな支配下に入り、12世紀終盤より中世の自由コムーネとして発展した。 
しかしその後2世紀にわたり、近郊の強国ヴェネツィア共和国との戦争が続いた。1369年から1372年にはヴェネツィアが事実上トリエステを支配した。

### オーストリアによる統治

#### 1382年からナポレオン戦争まで
ヴェネツィアの脅威に対抗できなかったトリエステの自治都市市民たちは、オーストリア公レオポルト3世に、トリエステを彼の封土に加えてくれるよう懇願した。1382年10月、停戦合意締結が、シシュカ村（Šiška、ラテン語名apud Sisciam、現在はリュブリャナの一地区）の聖バルトロメウス教会で行われた。しかし市民らは、17世紀まで自治権の一定部分を保持した。
トリエステは重要な港湾と貿易のハブ地となった。神聖ローマ皇帝カール6世によってオーストリア領内における自由港とされ、1719年から1891年7月1日まで自由港のままであった。カール6世の後継マリア・テレジアの時代は、トリエステの繁栄時代の幕開けとなった。
トリエステは、ナポレオン戦争中の1797年、1805年、1809年、3度にわたってフランス帝国軍に占領された。1809年の占領時には、フランス帝政下のイリュリア州に併合され、その自治権を失った（1813年にオーストリアへ返還された）。そして自由港の地位も中断された。

#### 19世紀から第一次世界大戦まで

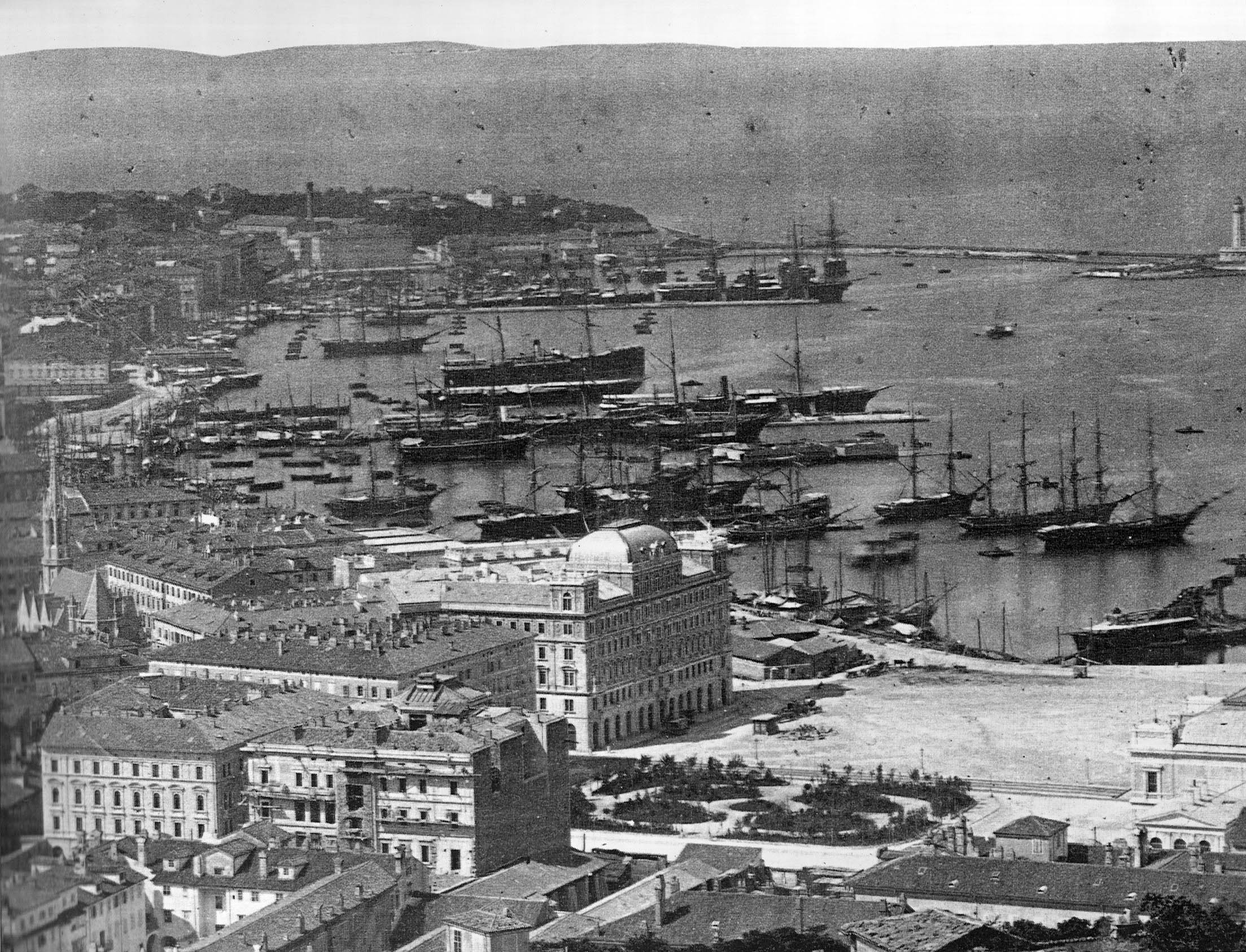
トリエステ（1885年）

ナポレオン戦争に伴い、トリエステは「帝国自由都市」（Reichsunmittelbare Stadt Triest）の繁栄を続けた。そしてキュステンラント（沿海地方、Küstenland）と呼ばれるオーストリア帝国直轄領の首都となった。
主要なオーストリアの貿易港・造船中心地としての役割は、後の1836年に船舶会社エスターライヒャー・ロイト（Österreichischer Lloyd、現在はイタリア・マリッティマ）が商業用路線の開設したことで強調された。ロイトはグランデ広場の角に本社を置いた。1913年からロイトは合計236,000トンの62船舶からなる船団を所有していた。
オーストリア＝ハンガリー帝国海軍も、トリエステの造船施設を使用し、基地を置いた。帝国初の主要幹線鉄道、ウィーン＝トリエステ間のオーストリア南部鉄道が1857年に完成し、貿易のための価値ある資産そして石炭の供給に利用された。1916年時点で、弩級戦艦を収容可能な造船ドックが2つあった。
20世紀初頭、トリエステはジェームズ・ジョイス、イタロ・ズヴェーヴォ、イヴァン・カンカル、ドラゴティン・ケッテ、ウンベルト・サバといった芸術家たちがしばしば集まる、活発な国際都市となった。市はオーストリア領リヴィエラ（Österreichische Riviera）の一部で、中央ヨーロッパに属していた。テルジェスティーノ（Tergestino）と呼ばれる特殊なフリウリ語が19世紀初頭まで話され、しだいにトリエステ方言（ヴェネツィア方言のひとつ）とその他言語（イタリア語、ドイツ語、スロヴェニア語）が勝るようになった。トリエステ方言は人口の大部分が話し、ドイツ語はオーストリア官僚政治の言語、そしてスロヴェニア語は周辺の村落で用いられた。今日、いまだウィーン風の建築と、ウィーン風のコーヒー・ハウスがトリエステの街頭で優勢である。

### イタリア王国による併合
トリエステはトレントと共に、歴史的にイタリア人が暮らしてきたとする全ての土地をイタリアへ併合するという、未回収のイタリア回復運動の中心地であった。第一次世界大戦後、オーストリア＝ハンガリー帝国は瓦解し、トリエステは1920年にヴェネツィア・ジュリア全体と一緒にイタリアへ併合された。
しかし、この併合によってトリエステの重要性が失われた。また、トリエステは国境の町となったが、新たな国境は後背地をトリエステから分断することになった。
当時人口の25％を占めていたスロヴェニア人は、ファシスト政権の台頭によって迫害を受けた。これが市内部の緊張時代を招き、1920年4月13日、その頂点に達した。イタリア愛国主義者集団が、トリエステ在住スロヴェニア人の文化センターとなっていたナロドニ・ドムへ放火・炎上させたのである。

### 第二次世界大戦とユーゴスラビアによる占領
1943年9月8日にイタリアが連合軍と単独講和すると、ドイツ軍は北イタリアを占領し、トリエステ周辺には9月10日にアドリア海沿岸軍事地区（Operationszone Adriatisches Küstenland、略称OZAK）を設置した。OZAKにはイタリアの旧県、ゴリツィア・グラディスカ県、リュブリャナ県、フリウリが含まれ、フリードリヒ・ライナーが率いていた。ただし名目上は、9月23日に建国されたイタリア社会共和国領となった。
ナチス支配下で、イタリア領内唯一の強制収容所がトリエステ郊外リジエラ・ディ・サン・サッバ（Risiera di San Sabba、またはリジャルナRižarna）に1944年4月4日、建設された。市は、イタリア・パルチザン活動も盛んであり、連合国側の爆撃も受けた。
1945年4月30日、ドン・マルツァリとサヴィオ・フォンダ率いるイタリア反ファシスト解放委員会（大戦中のパルチザンによる）が、およそ3500人の志願兵らと組織され、反ナチス暴動を扇動した。
5月1日、ヨシップ・ブロズ・チトー率いるユーゴスラビア・パルチザン軍が到着し、ナチスから市の大半を解放した。ただし、サン・ジュスト城と庭園にあった兵舎には、ニュージーランド軍以外に降伏することを拒んだ者たちが集まっていた。ニュージーランド第2師団は、アドリア海北岸周辺の国道14号沿いにトリエステに向かって進軍を続け、5月2日にトリエステへ入った。ニュージーランド軍到着に伴って5月2日夕方にドイツ軍は無条件降伏した。
チトーのユーゴ軍は、6月12日まで市を完全に管理下に置いていた。ユーゴスラヴィア軍に占領されたこの期間は「トリエステの40日」として知られる。この時期、多くのファシスト、国粋主義者、その他大勢の共産体制に好ましからざる人々が殺された。多くはカルソにある甌穴へ、生きながら投げられた。1930年代にイタリア・ファシストによって始められた蛮行に対する同等行為による報復行為の一つである。その後、ニュージーランド軍がユーゴスラビア軍を退去させた。

### トリエステ自由地域

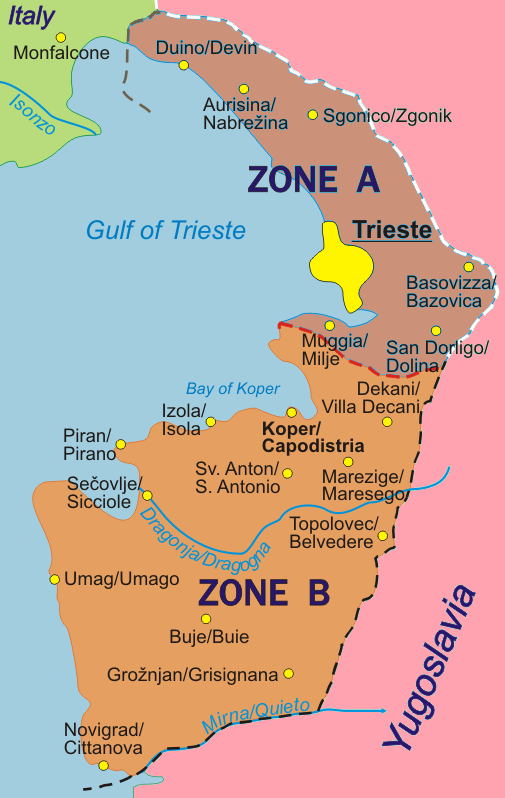
トリエステ自由地域

第二次世界大戦後、イタリアとユーゴスラビアの間で、トリエステとその周辺地域（ヴェネツィア・ジュリア）がどちらに帰属するかの紛争が発生した。重要な港湾都市であるトリエステは、戦後の東西対立の前線となった。1946年3月に、前イギリス首相チャーチルがアメリカ合衆国で行った「鉄のカーテン」演説（フルトン演説）は、のちに冷戦と呼ばれる緊張状態のはじまりを表現したものとして知られているが、この都市の名が次のように言及されている。
| 「 | バルト海のシュテッティンからアドリア海のトリエステまで、ヨーロッパ大陸を横切る鉄のカーテンが降ろされた。中部ヨーロッパ及び東ヨーロッパの歴史ある首都は、全てその向こうにある。 | 」 |

1947年2月、トリエステとその周辺地域の領土問題は棚上げされ、トリエステ自由地域として国際連合管理下に置くこととされた。自由地域内は「モーガン・ライン（モーガン線）」で分割され、北部のZone Aは連合国側が、南部のZone Bはユーゴスラビアが分割占領することが決められた。トリエステ市はZone Aに含まれた。
1947年から1954年にかけて、Zone Aは連合国側軍事政府（アメリカ＝イギリス連合軍）が統治した。Zone Bは、おおよそムッジャからカポディストリア（現在のコペル）までの海岸線からなるユーゴ領イストリアに含まれていた。
ユーゴスラビア社会主義連邦共和国の指導者チトーは、数度にわたって Zone A に侵攻し、トリエステ市の管理を米英軍から無理矢理奪おうとした。これらの今や忘れ去られた小衝突は、冷戦時代のごく初期の戦いであった。

### イタリア返還
1954年に取り交わされたロンドン覚書 (it:Memorandum di Londra) によって、トリエステ自由地域は解消され、イタリアとユーゴスラビアによって分割された。Zone Aに含まれていたトリエステ市は、イタリアの領土となり、南部のZone Bは、かつてZone Aに含まれた周辺の村落の一部とともにユーゴスラビアのものとなった。イタリアへの併合は、1954年10月26日に正式に宣言され、Zone Aはトリエステ県となった。
ユーゴスラビアとの国境問題と、少数民族の地位問題は、1975年のオージモ条約において明確に解決された。
1991年にユーゴスラビアからスロベニアとクロアチアが分離独立した際、南部はさらに二分割された。クロアチアとスロベニアとの間では新たな領有権問題が浮上した（ピラン湾を参照）。一方で、2007年にシェンゲン圏とユーロ圏に加わったスロベニアは、イタリアとの往来が無検査となり通貨も共通になったため、国境、国家を超えたトリエステ経済圏の確立が予想されている。2023年には、クロアチアもまたシェンゲン圏とユーロ圏に加わった。

## 行政

### 行政区画

#### 行政区

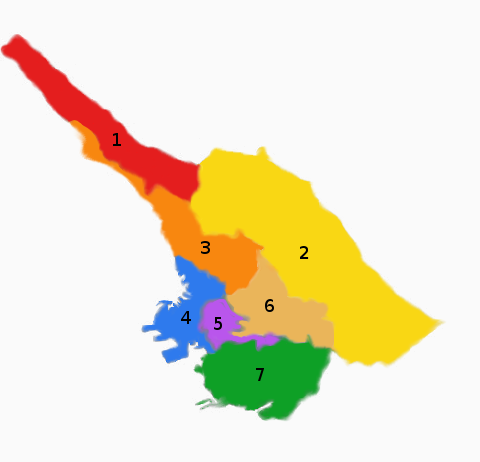
トリエステ市の行政区

トリエステ市は、以下の7つの行政区（Circoscrizione）に分けられている。
1. Altipiano Ovest  (it:I Circoscrizione (Trieste))
2. Altipiano Est  (it:II Circoscrizione (Trieste))
3. Roiano-Gretta-Barcola-Cologna-Scorcola  (it:III Circoscrizione (Trieste))
4. Città Nuova - Barriera Nuova - San Vito - Città Vecchia  (it:IV Circoscrizione (Trieste))
5. Barriera Vecchia - San Giacomo  (it:V Circoscrizione (Trieste))
6. San Giovanni - Chiadino - Rozzol
7. Servola - Chiarbola - Valmaura - Borgo San Sergio

#### リオーネと分離集落
市街地における伝統的なリオーネ（Rione、区）や、郊外のフラツィオーネ（分離集落）を、行政区ごとに示せば以下の通り。
1. Borgo San Nazario, Contovello (Kontovel), Prosecco (Prosek), Santa Croce (Križ),
2. Banne (Bani), Basovizza (Bazovica), Gropada, Opicina (Opčine), Padriciano (Padriče), Trebiciano (Trebče),
3. Barcola (Barkovlje), Cologna, Conconello (Ferlugi), Gretta (Greta), Grignano (Grljan), Guardiella (Vrdela), Miramare (Miramar), Roiano (Rojan), Scorcola
4. Barriera Nuova, Borgo Giuseppino, Borgo Teresiano, Città Nuova, Città Vecchia, San Vito, San Giusto, Campi Elisi, Sant'Andrea, Cavana
5. Barriera Vecchia (Stara mitnica), San Giacomo (Sv. Jakob), Santa Maria Maddalena Inferiore
6. Cattinara (Katinara), Chiadino, San Luigi, Guardiella (Vrdela), Longera  (Lonjer), San Giovanni (Sv. Ivan), Rozzol, Melara
7. Chiarbola, Coloncovez (Kolonkovec), Santa Maria Maddalena Inferiore - Raute (Rovte), Santa Maria Maddalena Superiore, Servola (Škedenj), Poggi Paese, Poggi Sant'Anna (Sv. Ana), Valmaura, Altura

## 社会

### 住民
2007年、トリエステ人口は203,356人であった。そのうち男性は46.7％、女性は53.3％だった。若年層は合計13.78％、年金生活者は27.9％であった（全国平均は若年層18.06％、年金生活者19.94％）。トリエステの平均年齢は46歳であった（全国平均42歳）。2002年から2007年までの5年間、トリエステ人口は3.5％減った。同時期のイタリア全体は3.85％上昇している。トリエステの出生率は、1000人に対して7.63％で、イタリア東部最低の比率に数えられる（イタリア全体では9.45％）
2006年の調査では、人口93.81%はイタリア人が占めた。最大の少数民族はスロヴェニア人とクロアチア人だが、最大の移民集団はセルビア、アルバニア、ルーマニアからの人々で、人口の4.95％を占めている。アジアは0.52％、サハラ以南アフリカは0.2％である。トリエステでの信仰は、カトリック教会が優勢だが、東ヨーロッパからの移民人口が多いこととバルカン半島情勢の影響から正教会信徒も多い。
トリエステでの主要言語はイタリア語である。また、スロヴェニア語、ヴェネツィア方言、フリウリ語話者も多い。ドイツ語話者とハンガリー語話者の集団もある。

## 交通

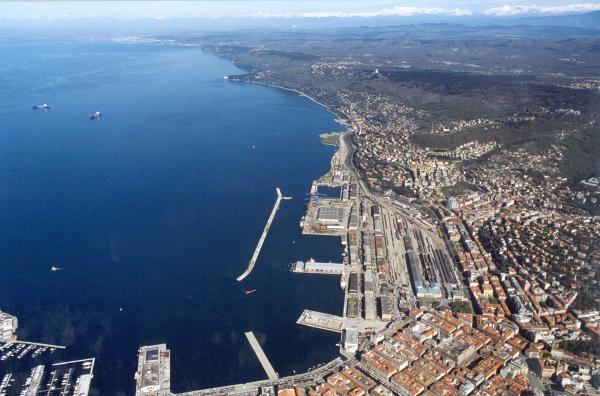
ポルト・ヴェッキオ。トリエステ中央駅が見える

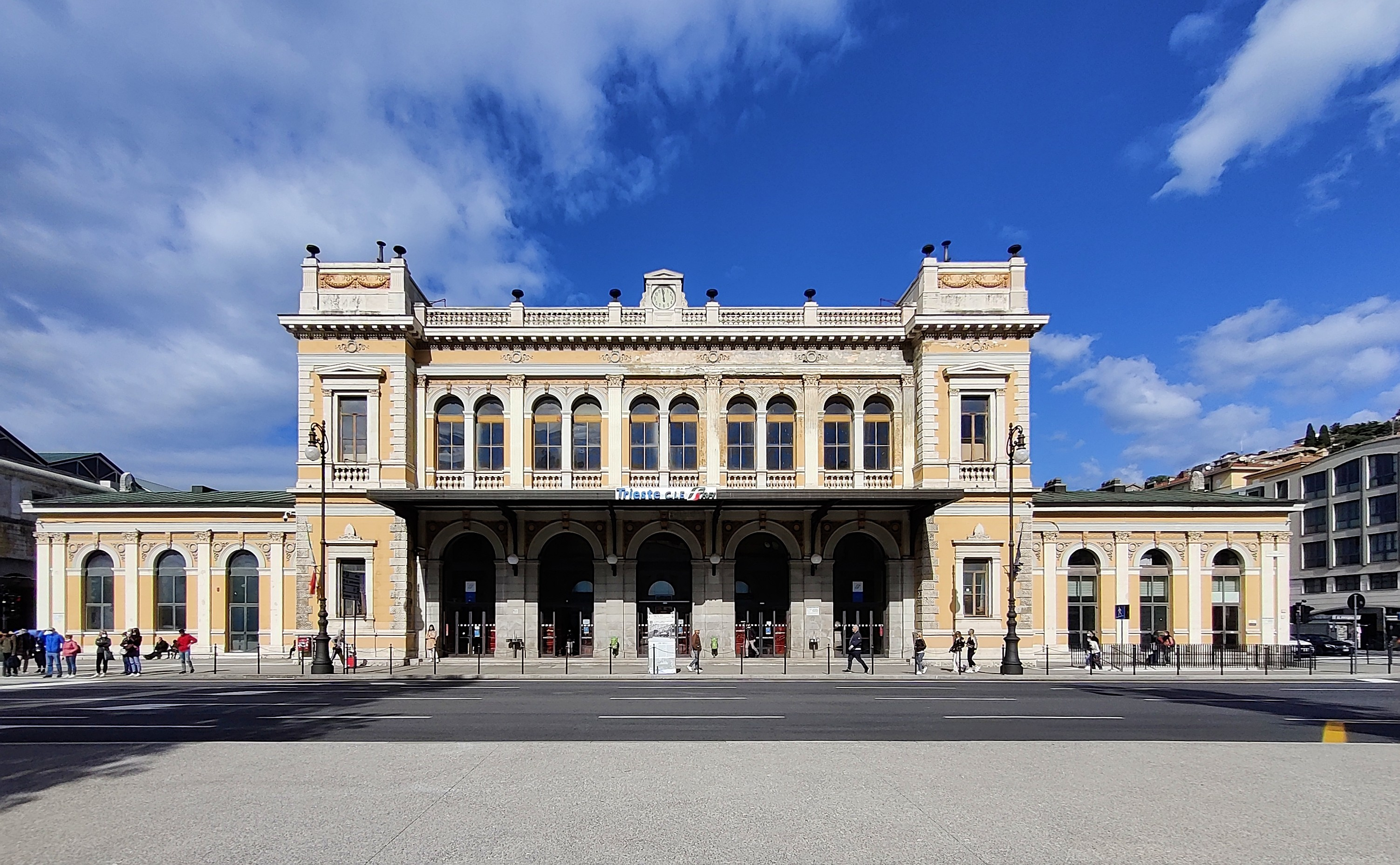
トリエステ中央駅

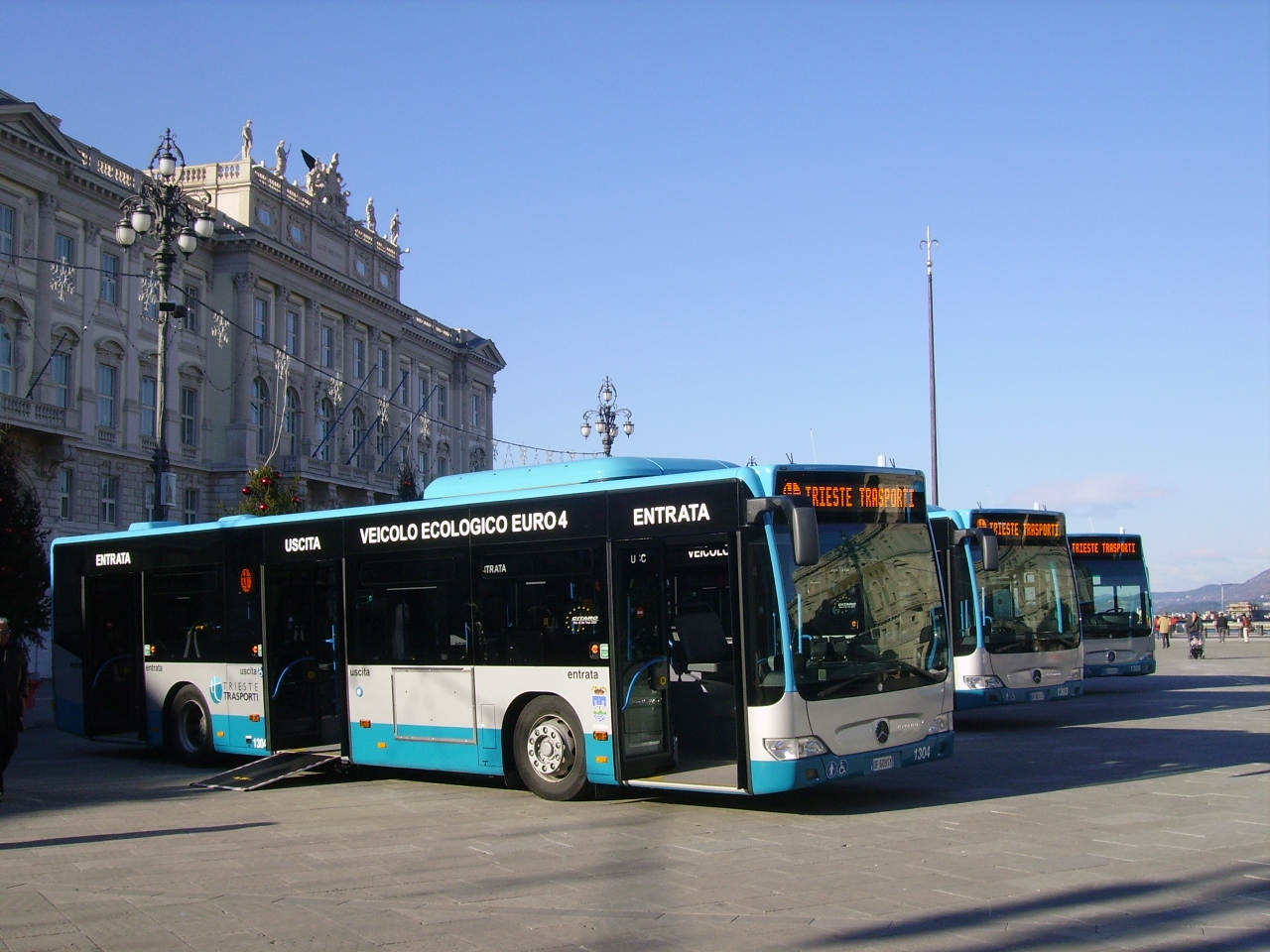
ウニター・ディターリア広場に停車するバス

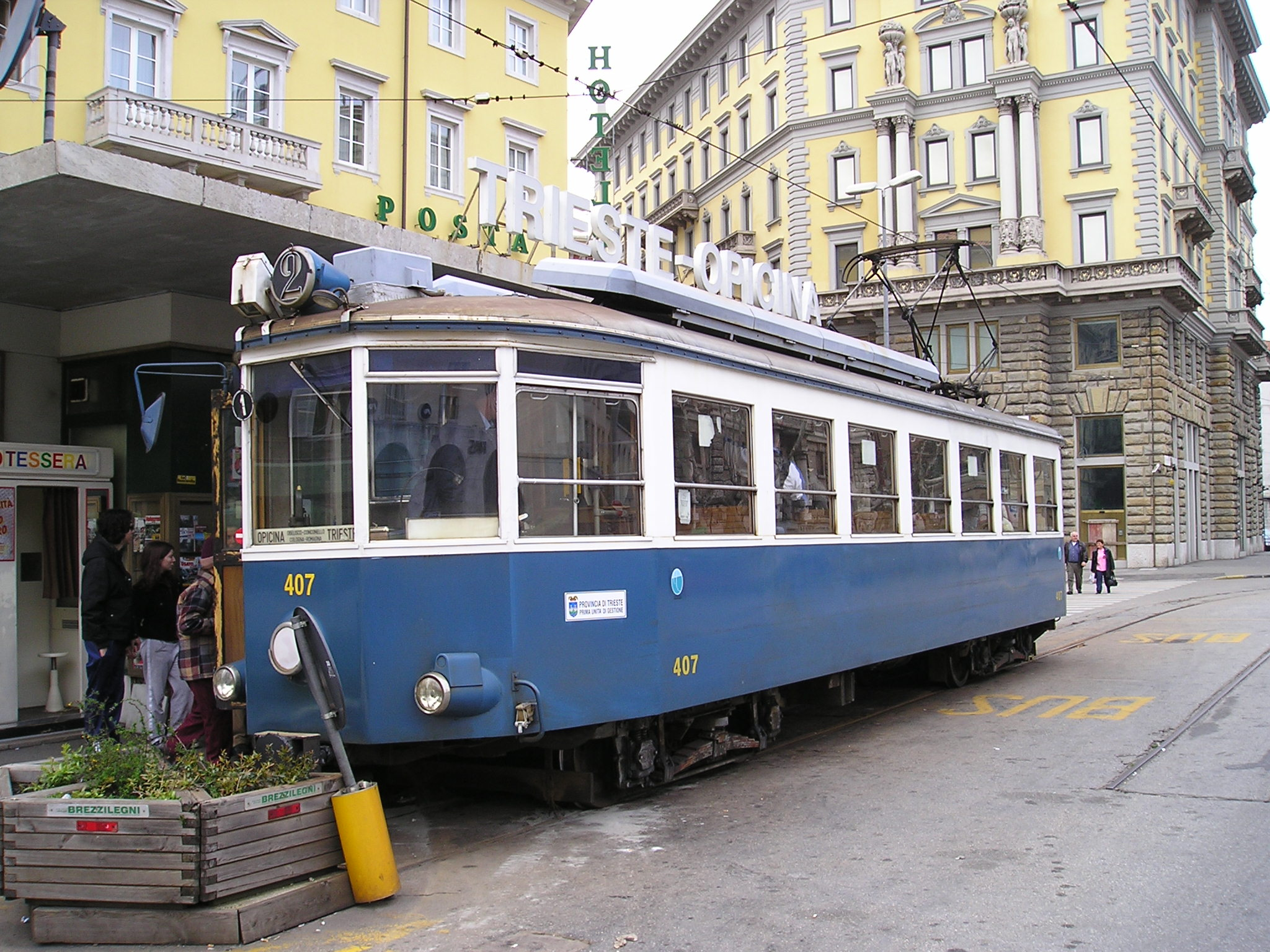
トラム

### 海運
トリエステの海運は、かつてのオーストリア帝国・オーストリア＝ハンガリー帝国がトリエステ港を、陸に囲まれた中欧の貿易港としたことで、長期間にわたって繁栄した。19世紀には、ポルト・ヌオーヴォで知られる新しい港湾地区全体が市中心部の北東部に建設された。
良港を多く抱えるイタリアに併合された後、トリエステ港の重要性は下降し、近郊のスロヴェニアにあるコペルとの競争にさらされた。しかし、コンテナ・ターミナルへ運ばれる貿易海運は目覚ましく、市中心部から南には製鉄と原油基地がある。数年間の不振後、安定した成長の過程において変化が港へもたらされ、2007年調査では海上交通において40％増を記録している。

### 鉄道
港の存在と、長距離の乗客・貨物輸送の必要性から、トリエステへ鉄道は早くに敷かれた。初の鉄道は1857年に敷かれた。この路線は、1400km離れたリヴィウから、リュブリャナ、ショプロン、ウィーン、クラクフ、グラーツ近郊のゼメリング峠でアルプス山脈を横切って拡張した。この路線はトリエステのオピチナ地区を通ってトリエステへ接近する（市から数キロだが標高は300m以上高い）。このため、路線はトリエステ中央駅で終点となる前に北へ32km迂回する。
2本目のアルプス縦断鉄道は、ウィーンからイェセニツェとノヴァ・ゴリツァを経由するトランサルピナ鉄道の開通と共に、1906年に始まった。この路線は、オピチナを経由してトリエステへ近づくが、トリエステの別の鉄道ターミナル駅であるカンポ・マルツィオ駅へ向かって緩やかに南進する方がむしろ距離が短い。この路線はもはや運行されておらず、カンポ・マルツィオ駅は現在鉄道博物館となっている。
トリエステへの旅客輸送は現在ヴェネツィアへ向かう鉄道からなる。この路線はローマ、ミラノ、メストレへつながっている。これらの電車は、トリエステ湾北部の湾曲部とつながる中央駅へ達する。イタリア＝スロヴェニア間の国際交通は、トリエステを迂回しオピチナを通過して通っている。

### 空港
トリエステから北西へ約30km、フリウリ＝ヴェネツィア・ジュリア空港（別名トリエステ空港）が最寄りの空港である。この空港は、トリエステ湾の北・モンファルコーネ近郊のロンキ・デイ・レジョナーリにある。

### 市内の公共交通
地元での公共交通は、トリエステ・トラスポルティが運行している。トラスポルティは2015年現在、56のバス路線と1つのトラム路線を運行している。唯一のトラム路線である第2系統（トリエステ＝オピチナ・トラム）は、市中心部とオピチナ地区の間を結ぶ路線で、そのうち一部の急勾配区間を車両交換なしにケーブルカー・モードで直通する路線である。

## みどころ

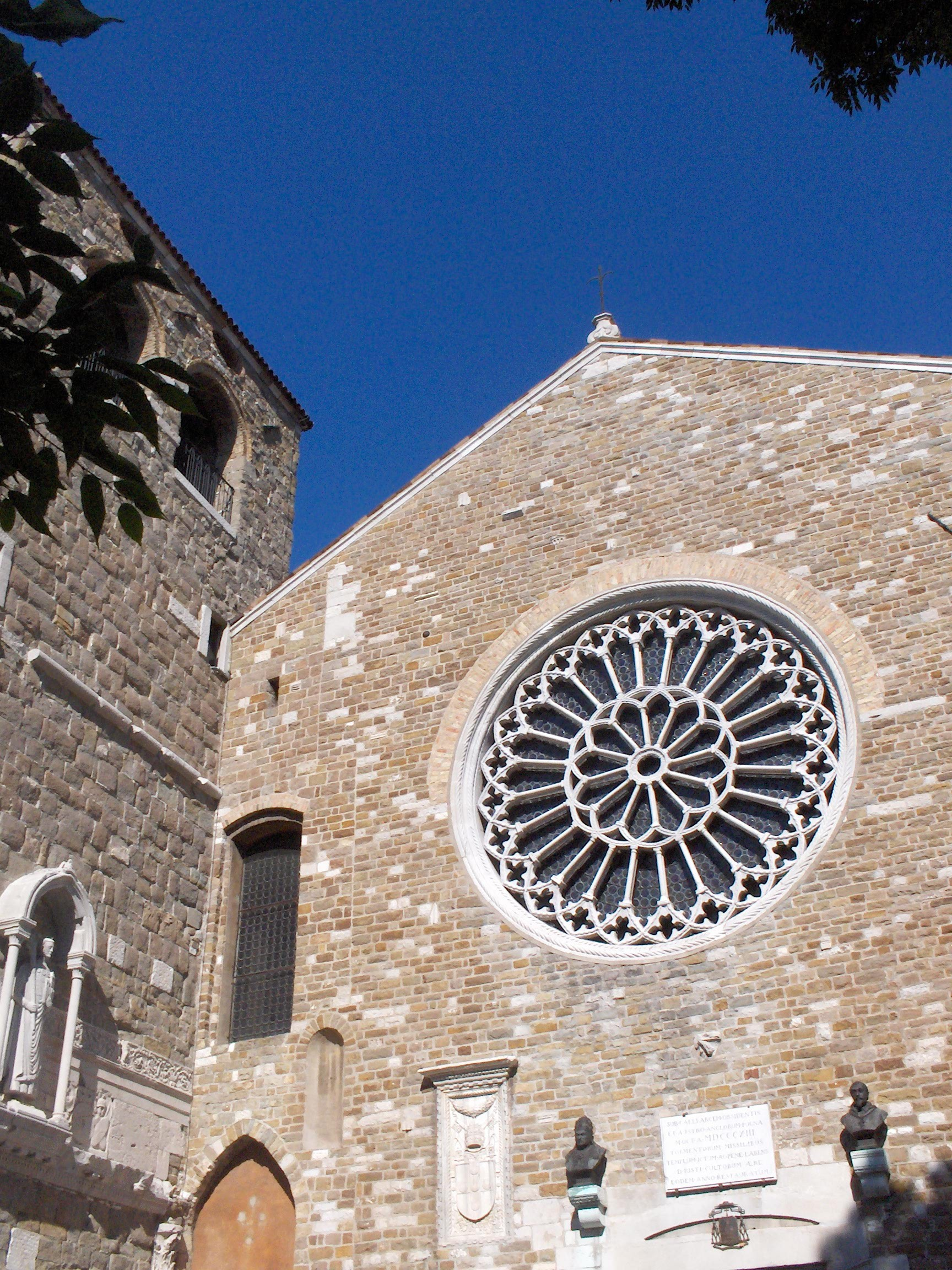
サン・ジュスト大聖堂

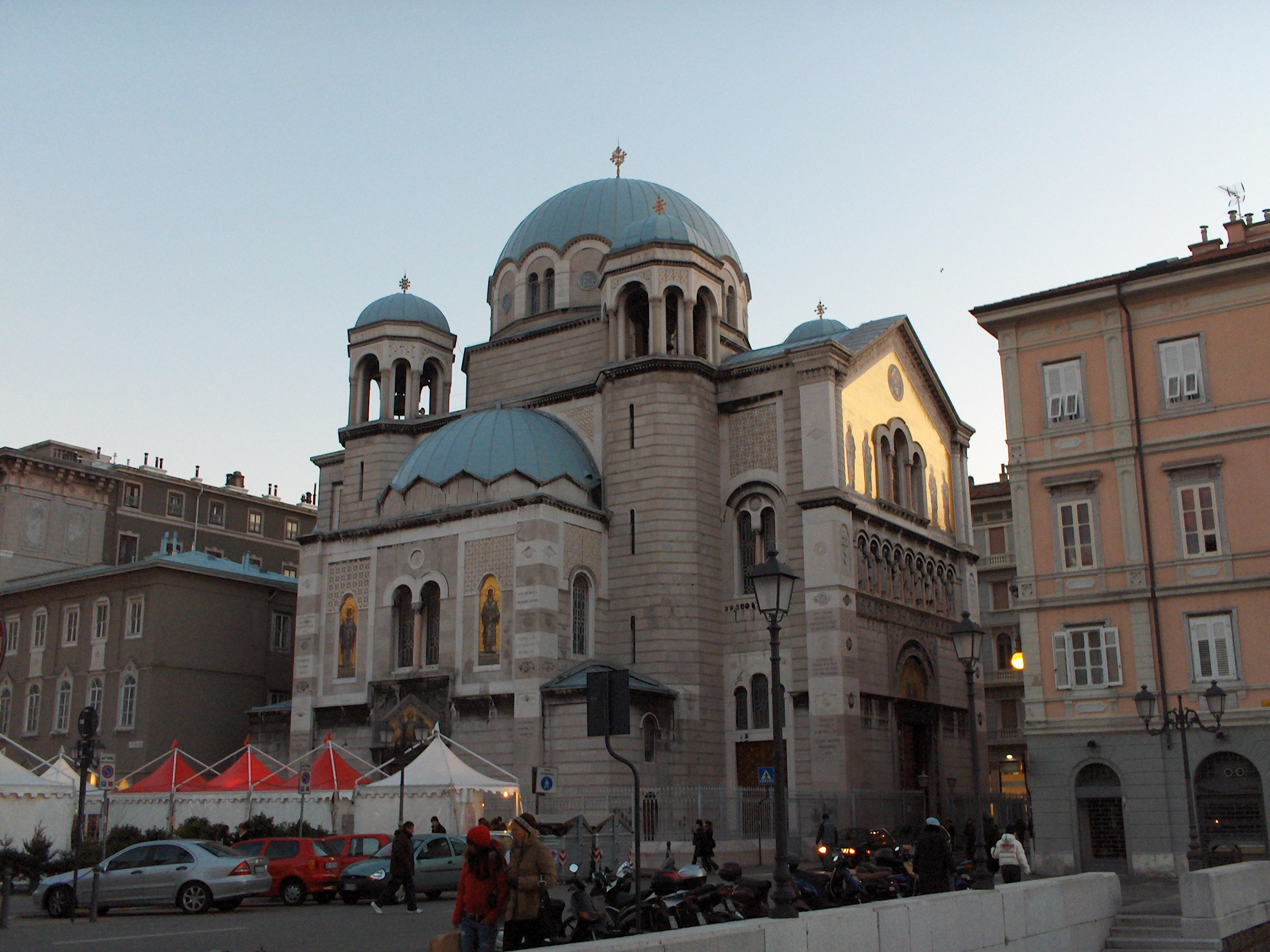
セルビア正教会の教会、至聖三者聖スピリドン・セルビア正教会聖堂

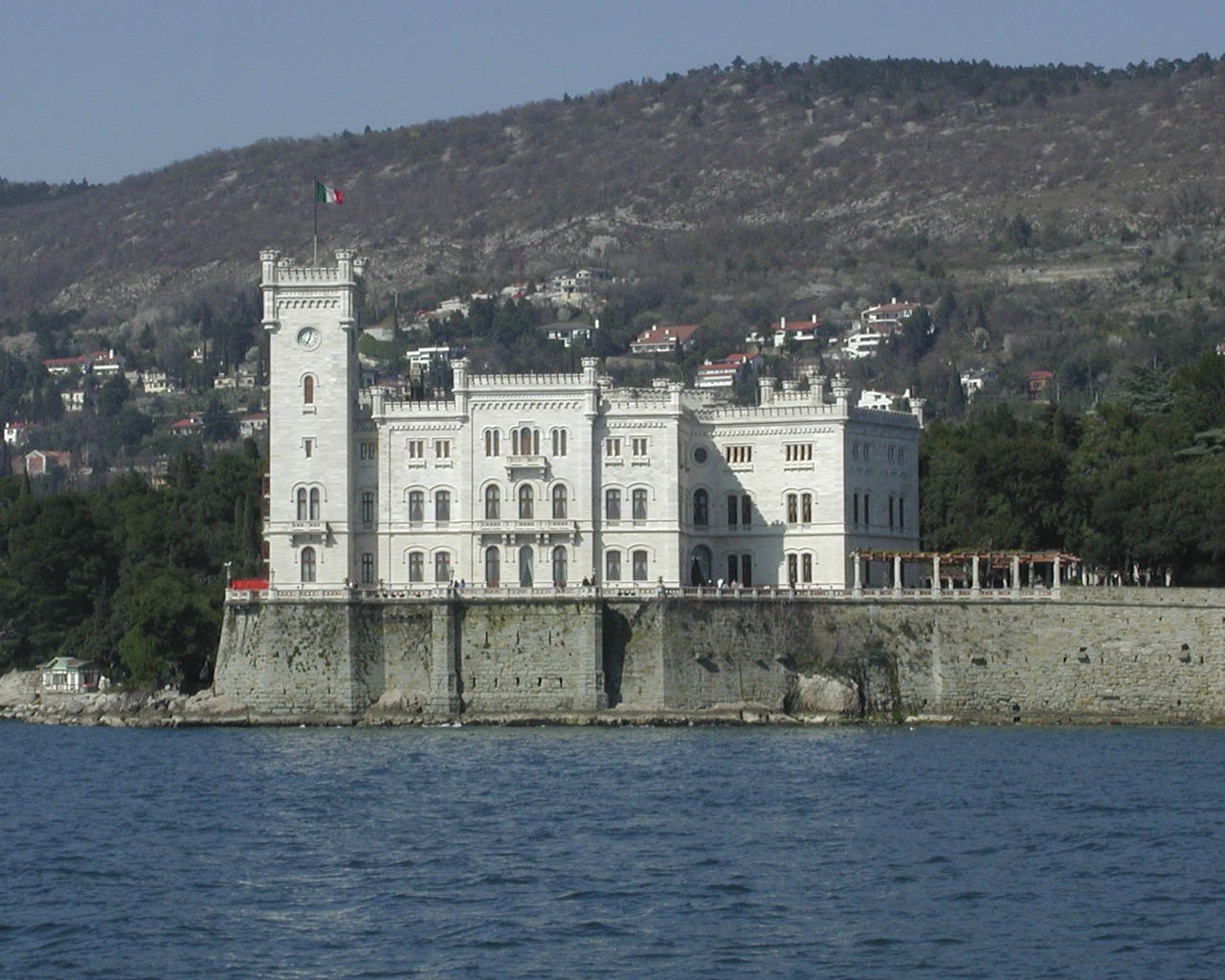
ミラマーレ城

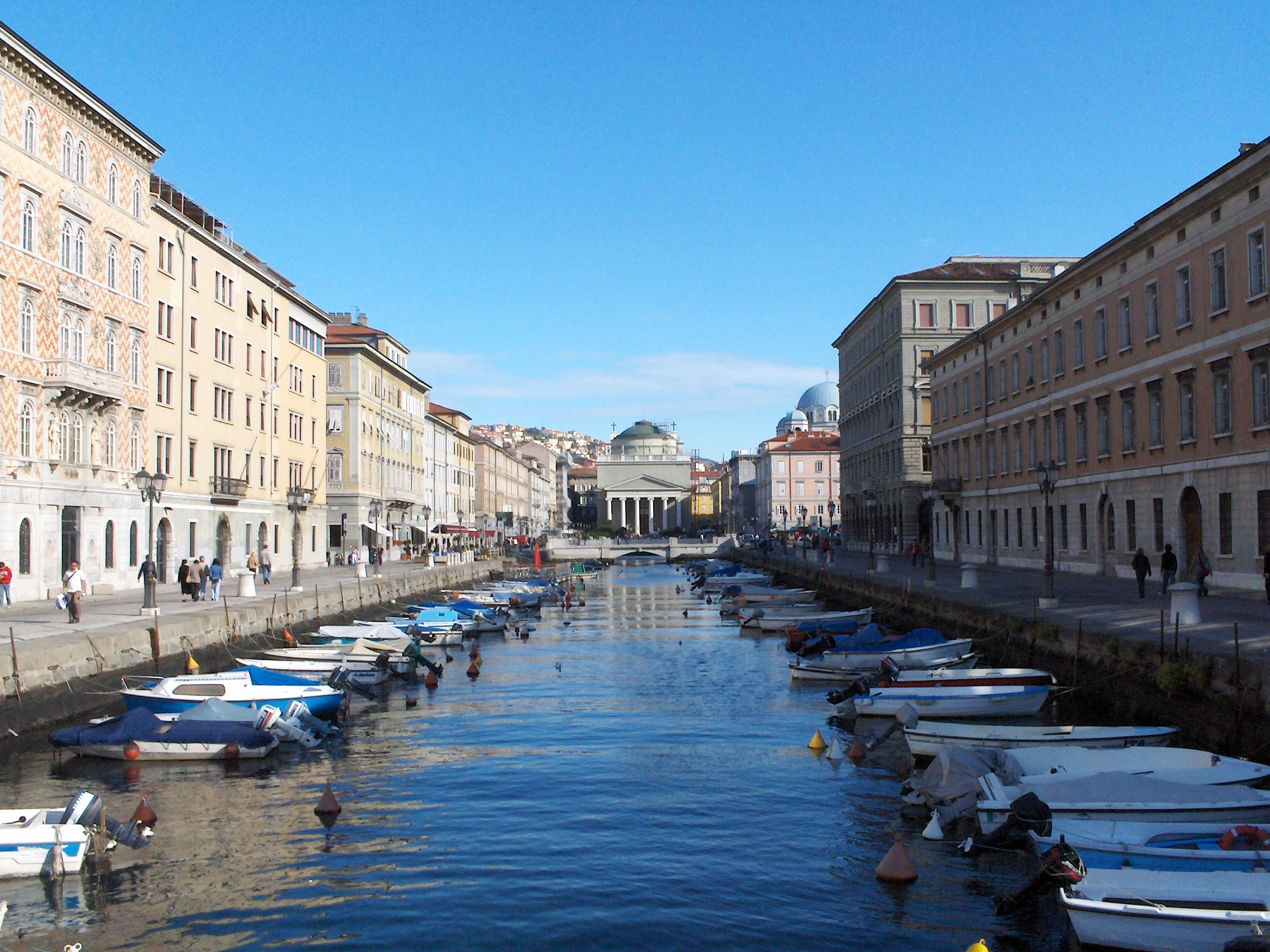
チャンネル

### 城

#### ミラマーレ城
「ミラマール城」とも。オーストリア大公で、皇帝フランツ・ヨーゼフ1世の実弟マクシミリアンの元で働いていたカール・ユンケルが、1856年から1860年の間に建てた。付属の庭園は、マクシミリアンの命令で集められ植えられた多種多様な樹木を持つ。2つの池を含む庭園内には、ハクチョウ、ハスの花、マクシミリアンのブロンズ像近くのカステレット、小さな礼拝堂（マクシミリアンがメキシコへ向かって出航した艦船ノヴァーラ号の遺物である十字架を保存）がある。トリエステ自由地域に属していた頃、城はアメリカ軍の駐トリエステ・アメリカ軍本部が置かれていた。

#### サン・ジュスト城
かつて城があった遺構の上に設計され、ほぼ2世紀かけて（1368年から1630年）要塞として建てられた。現在は内部に軍事博物館がある。

### 教会
- サン・ジュスト大聖堂（Cattedrale di San Giusto）　-　13世紀。最初に教会として建てられたのは6世紀で、かつてのローマ神殿の上であった。後に教会はロンゴバルド族侵攻で破壊された。大聖堂内には当時のモザイク床が一部残っている。9世紀から11世紀にかけ、旧教会跡地に2つのバシリカが建設された（1つは被昇天の聖母へ、もう1つはトリエステの聖ユストゥスへ献堂）。14世紀に2つのバシリカが1つにされた。サン・カルロ・ボッロメオ礼拝堂は、スペイン・ブルボン家のレジティミストであった、カルロス王子一族の霊廟となっている。
- 至聖三者聖スピリドン・セルビア正教会聖堂（サンティッシマ・トリニター・エ・ディ・サン・スピリディオーネ教会、Tempio serbo-ortodosso della Santissima Trinità e di San Spiridione）　-　セルビア正教会の教会。19世紀。東ローマの伝統に基づき、ギリシャ十字型と5つのキューポラを持つ。
- サン・ニコロ・デイ・グレチ教会（Chiesa di San Nicolò dei Greci）　-　1787年。ファサード両側の鐘楼を持つオーストリアの後期バロック様式。マッテオ・ペルトシュ建設。
- シナゴーグ（Sinagoga - Comunità ebraica）　-　1912年

### 古代遺跡
- リッカルドのアーチ（Arco di Riccardo）　-　紀元前33年、ローマ時代の城壁に建てられた。アウグストゥス門。旧市街の狭い通り、ピアッツェッタ・バルバカンに立つ。十字軍からの帰途、イングランド王リチャード1世がここを横切ったと信じられていることから、リッカルド（リチャードのイタリア語名）のアーチと呼ばれるようになった。
- ローマ劇場　-　ローマ都市テルゲストゥム時代、アウグストゥス帝の命令で紀元前33年頃に建てられた城壁で囲まれていた。市は1世紀から2世紀に飛躍的に発展した。石造のローマ劇場は、海に面したサン・ジュスト丘の裾にある。円形演技場の階段の最上部と、舞台は木製であったと想像される。

劇場を飾る彫像は、1930年代に日の目を見て、現在は市立博物館の所蔵となっている。トラヤヌス帝時代からある3つの碑文はQ. Petronius Modestus（劇場の発展に密接に関係した人物名）の名が記載され、1世紀半ばにつくられた。

### 洞窟
トリエステ県全体には、10の洞窟が存在する（フリウリ・ヴェネツィア・ジュリア州全体では24）。トリエステ台地（Altopiano Triestino）は、カルストまたはカルソと呼ばれ、イタリア国内でおよそ200 km²の面積を占め、多種多様な大きさの洞窟がおよそ1500箇所ある。最も有名なのは、グロッタ・ジガンテで、サン・ピエトロ広場一つが優に収まる。観光目的で入れる世界最大のものとなる。そして深さ350mあるトレビチアーノ洞窟は、ティマヴォ川の流れる低地にある。ティマヴォ川は、スロヴェニア側のシュコツヤン洞窟で内部に潜ることができ、海から約1kmで合流する前におよそ30km流れる。ドゥイノ近くには温泉が湧き、かつてローマ人たちはここが死の国の入り口だと考えていた。

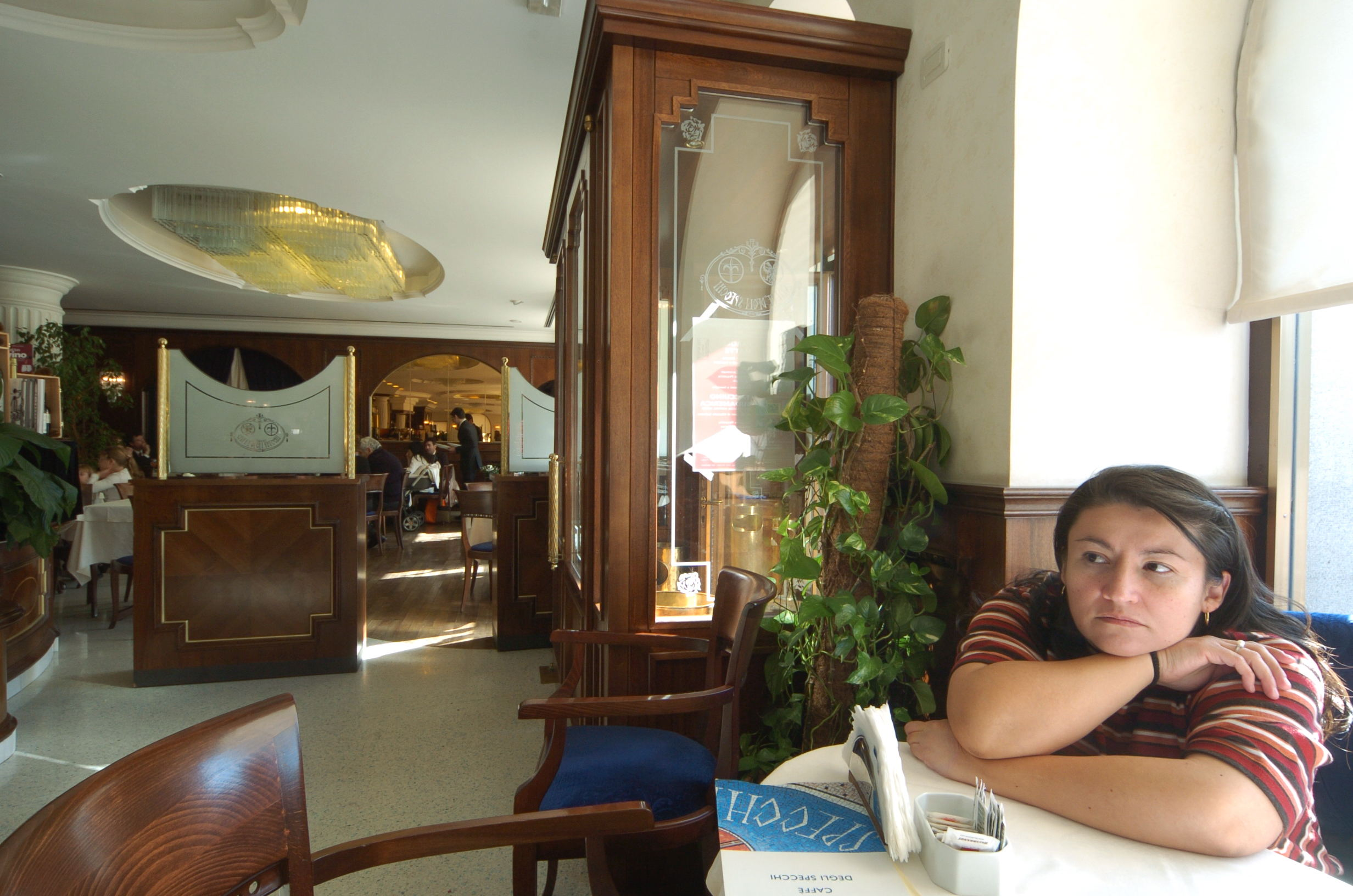
市内にあるカフェ・デッリ・スペッキ

### その他
- リジエーラ・ディ・サン・サッバ（en）　-　イタリア国内唯一であった第二次世界大戦中の強制収容所。現在は博物館となっている。
- フォイベ甌穴（Foibe）　-　国定記念物。大戦後にユーゴスラビア・パルチザンが統治した期間、イタリアのファシストへの報復として処刑が行われた
- 市立自然史博物館（Civico Museo di Storia Naturale di Trieste）　-　ヒト科の化石がある
- 市立トリエステ植物園（Civico Orto Botanico di Trieste）
- トリエステ大学付属植物園（Orto Botanico dell'Università di Trieste）
- ロサンドラ谷（Val Rosandra）　-　スロヴェニアとの国境地帯にある国立公園
- バルコラーナ・レガッタ（Barcolana）　-　トリエステ湾で開催されるヨットレース。毎年10月第2日曜日に開催される。

## スポーツ

### サッカー
プロサッカークラブであるUSトリエスティーナのホームタウンである。ホームスタジアムはスタディオ・ネレオ・ロッコ。2017-18シーズンはセリエC（3部リーグ）に属している。

## 人物

### 著名な出身者
- ラプソディー・オブ・ファイア - ヘヴィメタルバンド
- イタロ・ズヴェーヴォ - 作家
- ウンベルト・サーバ - 詩人
- スザンナ・タマーロ - 女性作家
- チェーザレ・マルディーニ - 元サッカーイタリア代表監督
- ヴィクトル・デ・サバタ - 指揮者
- エルネスト・イッリ　-　イッリカッフェ元社長
- オディロ・グロボツニク - ナチス・ドイツの高官。ホロコーストの遂行者の一人。
- アメリゴ・ホフマン - オーストリア、イタリアの行政官、林学者
- マウロ・マウル - トランペット奏者

## 姉妹都市
- コモ、イタリア
- グラーツ、オーストリア
- ムィコラーイウ、ウクライナ

友好都市協定を、ヴェネツィア、リュブリャナと結んでいる。